# 강은희 (1949년)
강은희(康恩姬, 1949년 3월 15일 ~ )은 대한민국의 제6대 경기도 의정부시의원이다.

## 학력
- 양주국민학교 졸업
- 의정부여자중학교 졸업
- 대진대학교 법무행정대학원 법학 석사 졸업
- 한성대학교 대학원 정책학 박사과정 수료

## 경력
- 조리사
- 금연치료사
- 사회복지사
- 평생교육사
- 인지활동지도사
- 임상미술치료사
- 공인행정심판사
- 레크레이션지도사
- 약물중독 전문상담사
- 성폭력·가정폭력전문상담사
- 의정부시 혁신교육협의회 위원
- 의정부시 다문화가족지원협의회 위원
- 의정부시 평생교육협의회 위원
- 의정부시 지역사회복지대표협의체 위원
- 의정부시 청소년육성위원회 위원
- 의정부시 시사편찬위원회 위원
- 의정부시 북한이탈지원지역협의회 위원
- 의정부시 학교밖청소년교육지원위원회 위원
- 의정부시 의제21 운영위원
- 한국주민자치중앙회 공동부회장
- 의정부시 행정혁신위원회 위원
- 시민사회복지네트워크 대표
- 의정부시 YMCA 사회복지 분과위원장
- 의정부시 사회복지사협회 부회장
- 1990 ~ 1991 포천군청 가정복지계장
- 1991 포천군청 가정복지과장
- ~ 1999 포천군청 사회복지과장
- 2000 ~ 2005 경기도 제2청사 여성복지과 과장
- 2005 ~ 2006 경기도청 가족여성정책과 과장
- 2006 ~ 2008 경기도 제2청사 가족여성정책실 실장
- 2007 신한대학교 겸임교수
- 2009.07 중앙입양원 사무총장
- 2010.07 ~ 2014.06 제6대 경기도 의정부시의회 의원
- 2010.07 ~ 2012.07 제6대 경기도 의정부시의회 전반기 운영위원회 위원
- 2010.07 ~ 2012.07 제6대 경기도 의정부시의회 전반기 도시건설위원회 위원
- 2010.07 ~ 2012.07 제6대 경기도 의정부시의회 전반기 예산결산특별위원회 위원
- 2011.01 ~ 2011.10 제6대 경기도 의정부시의회 의정부시공유재산관리실태조사특별위원회 부위원장
- 2012.07 ~ 2014.06 제6대 경기도 의정부시의회 후반기 운영위원회 위원
- 2012.07 ~ 2014.06 제6대 경기도 의정부시의회 후반기 자치행정위원회 위원
- 2012.07 ~ 2014.06 제6대 경기도 의정부시의회 후반기 예산결산특별위원회 위원장
- 새정치민주연합 경기도당 의정부 갑 운영위원
- 새정치민주연합 경기도당 부위원장
- 새정치민주연합 중앙당 부대변인

## 수상
- 대통령상 수상
- 홍조근정훈장
- 2014 제1회 대한민국 무궁화 평화대상 의정부활동부문 리더상

## 역대 선거 결과
|  | 54.48% |

|  | 48.76% |